# Wilfried Kanga
Pour les articles homonymes, voir Kanga.
Wilfried Kanga, né le 21 février 1998 à Montreuil, en Seine-Saint-Denis, est un footballeur international ivoirien qui évolue au poste d'attaquant à La Gantoise.

## Biographie

### Jeunesse et formation
Formé au FCM Garges-lès-Gonesses, au FC Villepinte puis au Sevran FC, Wilfried Kanga est repéré par le centre de formation du Paris Saint-Germain en 2010. Lors de la saison 2015-2016, il fait partie de l'équipe championne de France U19 et finaliste de l'UEFA Youth League.
Le 13 juillet 2016, il signe son premier contrat pro avec le PSG. Il est lié au club jusqu'en 2019.

### Carrière en club

#### US Créteil-Lusitanos (2016-2017)
Son prêt sans option d'achat à l'US Créteil-Lusitanos est officialisé le même jour que sa signature au Paris Saint-Germain. Il ne dispute dès lors aucun match avec la formation parisienne.
Le 2 septembre 2016, Laurent Fournier le lance dans le grand bain en le titularisant face au FC Chambly. Il marque son premier but senior face à l'AS Lyon Duchère quelques semaines plus tard. Auteur d'une saison prometteuse, Wilfried Kanga participe à 24 rencontres et inscrit cinq buts.

#### Angers SCO (2017-2020)
Libéré par le PSG, il signe un contrat de trois ans au SCO d'Angers le 4 septembre 2017.
Après une première apparition face au LOSC lors de la quatrième journée, il est peu utilisé par l'équipe A lors de la première partie de saison. Il devient un remplaçant régulier à partir du mois de janvier de l'année suivante, avec huit entrées en jeu au cours de la seconde moitié de la saison.
Lors de la saison 2018-2019, il obtient sa première titularisation avec le club au mois d’août à l'occasion de la deuxième journée et d'un déplacement à Rennes. Comme lors de l'exercice précédent, il intègre la rotation de l'équipe, alternant entrées en jeu et rares titularisations. Il marque ses premiers buts en Ligue 1 en février 2019 lors de sa troisième titularisation avec Angers, signant un doublé sur des passes décisives d'Abdoulaye Bamba et de Cheikh Ndoye, permettant ainsi à son équipe de remporter la victoire face à Strasbourg (1-2). Titulaire le week-end suivant contre Nice, il sort sur blessure après moins d'un quart d'heure de jeu. De retour dans le groupe, il termine la saison comme remplaçant.
Il commence la saison 2020/2021 en tant que titulaire du fait de l'absence de Stéphane Bahoken et de Rachid Alioui.

#### Kayserispor (2020-2021)
Il quitte le club d'Angers et la Ligue 1 pour rejoindre le club de Kayserispor. Il ne joue que quinze matchs, inscrivant trois buts.
Il quitte la Turquie en 2021 après avoir résilié son contrat.

#### BSC Young Boys (2021-2022)
En 2021, il rejoint le BSC Young Boys où il s'engage pour trois ans,.
Cependant, un an plus tard, il quitte déjà le club de la capitale pour rejoindre la Bundesliga.

#### Hertha Berlin (depuis 2022)
Il rejoint un des clubs de la capitale allemande : Hertha Berlin, y signant un contrat qui porte sur quatre années.

##### Prêt au Standard de Liège (2023-2024)
Le 7 août 2023, le Standard de Liège, le Hertha Berlin et Wilfried Kanga trouvent un accord : Kanga est prêté en bord de Meuse jusqu’à la fin de la saison 2023-2024, sans option d'achat.

##### Prêt au Cardiff City (2024-2025)
Il rejoint Cardiff City en prêt pour la saison 2024-2025.

### En sélection
Alors qu'il participe à un match international avec la Côte d'Ivoire U20 en 2016, il décide de représenter les Bleuets lors du Tournoi de Toulon 2018, avant d'opter définitivement pour la patrie de ses parents. Il fait ses débuts pour la Côte d'Ivoire sous Jean-Louis Gasset en 2022, mais rate la CAN de 2024 qui est même remportée par la Côte d'Ivoire.

## Statistiques
| Saison                | Club                        | Championnat           | Championnat | Championnat | Championnat | Coupe nationale | Coupe nationale | Coupe nationale | Coupe de la Ligue | Coupe de la Ligue | Coupe de la Ligue | Supercoupe | Supercoupe | Supercoupe | Compétition(s) continentale(s) | Compétition(s) continentale(s) | Compétition(s) continentale(s) | Compétition(s) continentale(s) | Total | Total | Total |
| Saison                | Club                        | Division              | M.          | B.          | P.d.        | M.              | B.              | P.d.            | M.                | B.                | P.d.              | M.         | B.         | P.d.       | Comp.                          | M.                             | B.                             | P.d.                           | M.    | B.    | P.d.  |
| 2016-2017             | US Créteil-Lusitanos (prêt) | National              | 24          | 5           | 0           | -               | -               | -               | -                 | -                 | -                 | -          | -          | -          | -                              | -                              | -                              | -                              | 24    | 5     | 0     |
| Sous-total            | Sous-total                  | Sous-total            | 24          | 5           | 0           | 0               | 0               | 0               | 0                 | 0                 | 0                 | 0          | 0          | 0          | -                              | 0                              | 0                              | 0                              | 24    | 5     | 0     |
| 2017-2018             | Angers SCO                  | Ligue 1               | 9           | 0           | 0           | -               | -               | -               | -                 | -                 | -                 | -          | -          | -          | -                              | -                              | -                              | -                              | 9     | 0     | 0     |
| 2018-2019             | Angers SCO                  | Ligue 1               | 18          | 2           | 0           | 1               | 0               | 0               | 1                 | 0                 | 0                 | -          | -          | -          | -                              | -                              | -                              | -                              | 20    | 2     | 0     |
| 2019-2020             | Angers SCO                  | Ligue 1               | 4           | 0           | 0           | -               | -               | -               | 1                 | 1                 | 0                 | -          | -          | -          | -                              | -                              | -                              | -                              | 5     | 1     | 0     |
| 2020-2021             | Angers SCO                  | Ligue 1               | 2           | 0           | 0           | -               | -               | -               | -                 | -                 | -                 | -          | -          | -          | -                              | -                              | -                              | -                              | 2     | 0     | 0     |
| Sous-total            | Sous-total                  | Sous-total            | 33          | 2           | 0           | 1               | 0               | 0               | 2                 | 1                 | 0                 | 0          | 0          | 0          | -                              | 0                              | 0                              | 0                              | 36    | 3     | 0     |
| 2020-2021             | Kayserispor                 | Süper Lig             | 14          | 2           | 0           | 1               | 1               | 0               | -                 | -                 | -                 | -          | -          | -          | -                              | -                              | -                              | -                              | 15    | 3     | 0     |
| Sous-total            | Sous-total                  | Sous-total            | 14          | 2           | 0           | 1               | 1               | 0               | 0                 | 0                 | 0                 | 0          | 0          | 0          | -                              | 0                              | 0                              | 0                              | 15    | 3     | 0     |
| 2021-2022             | BSC Young Boys              | Super League          | 31          | 12          | 4           | 3               | 4               | 1               | -                 | -                 | -                 | -          | -          | -          | C1                             | 8                              | 0                              | 0                              | 42    | 16    | 5     |
| 2022-2023             | BSC Young Boys              | Super League          | 2           | 3           | 1           | -               | -               | -               | -                 | -                 | -                 | -          | -          | -          | C4                             | 1                              | 0                              | 0                              | 3     | 3     | 1     |
| Sous-total            | Sous-total                  | Sous-total            | 33          | 15          | 5           | 3               | 4               | 1               | 0                 | 0                 | 0                 | 0          | 0          | 0          | -                              | 9                              | 0                              | 0                              | 45    | 19    | 6     |
| 2022-2023             | Hertha Berlin               | Bundesliga            | 23          | 2           | 2           | -               | -               | -               | -                 | -                 | -                 | -          | -          | -          | -                              | -                              | -                              | -                              | 23    | 2     | 2     |
| Sous-total            | Sous-total                  | Sous-total            | 23          | 2           | 2           | 0               | 0               | 0               | 0                 | 0                 | 0                 | 0          | 0          | 0          | -                              | 0                              | 0                              | 0                              | 23    | 2     | 2     |
| 2023-2024             | Standard de Liège (prêt)    | Division 1A           | 36          | 12          | 3           | 1               | 0               | 0               | -                 | -                 | -                 | -          | -          | -          | -                              | -                              | -                              | -                              | 37    | 12    | 3     |
| 2024-2025             | Cardiff City (prêt)         | Championship          | -           | -           | -           | -               | -               | -               | -                 | -                 | -                 | -          | -          | -          | -                              | -                              | -                              | -                              | 0     | 0     | 0     |
| Total sur la carrière | Total sur la carrière       | Total sur la carrière | 156         | 36          | 9           | 6               | 0               | 0               | 2                 | 1                 | 0                 | 0          | 0          | 0          | -                              | 9                              | 0                              | 0                              | 173   | 37    | 9     |